# سنترویل (تگزاس)
سنترویل، تگزاس(به انگلیسی: Centerville, Texas) شهری در ایالت تگزاس از ایالات جنوبی ایالات متحده آمریکا است. در سرشماری سال ۲۰۰۰، جمعیت این شهر ۹۰۳ نفر اعلام شد.